# Стрыйская улица

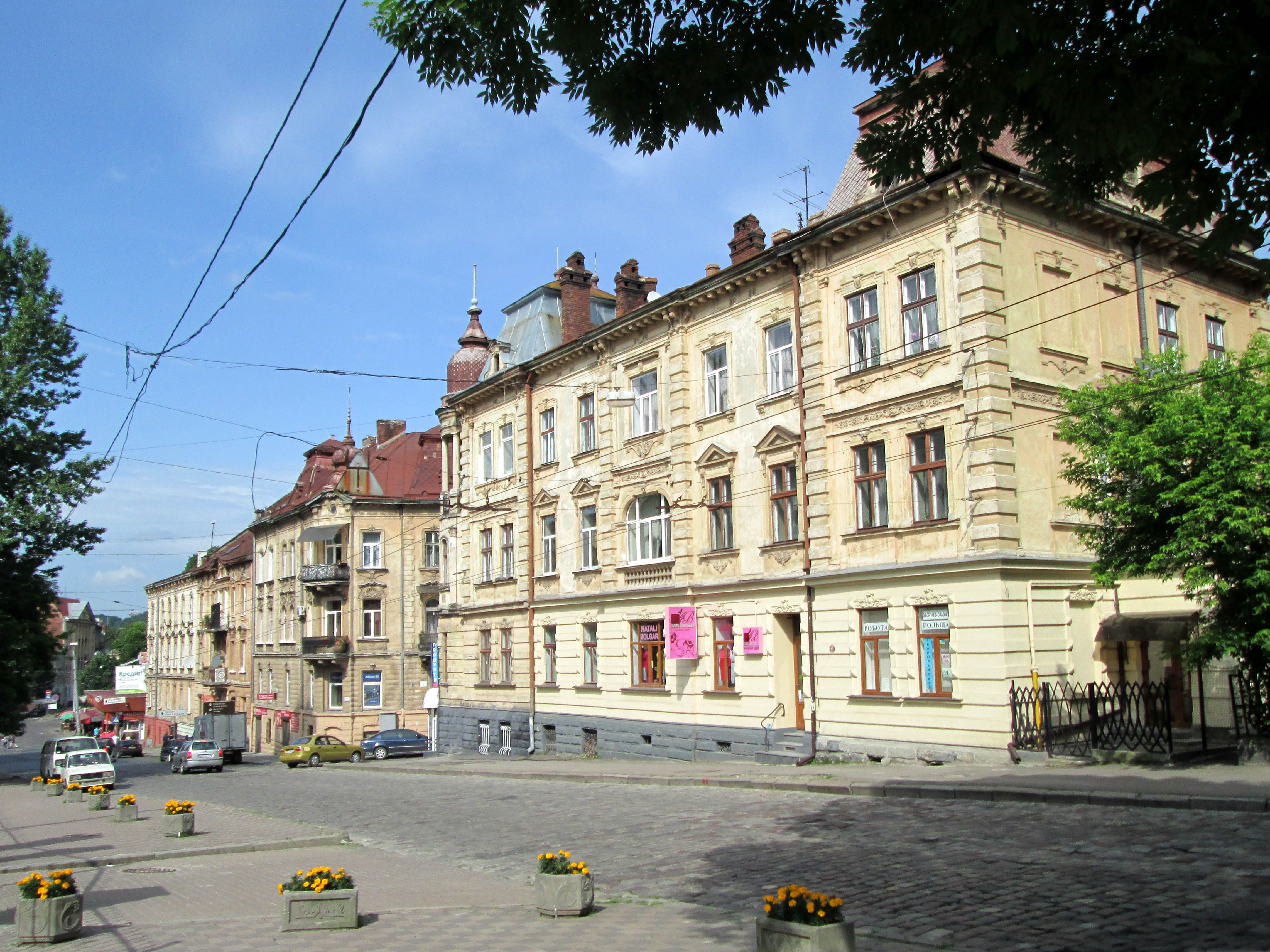

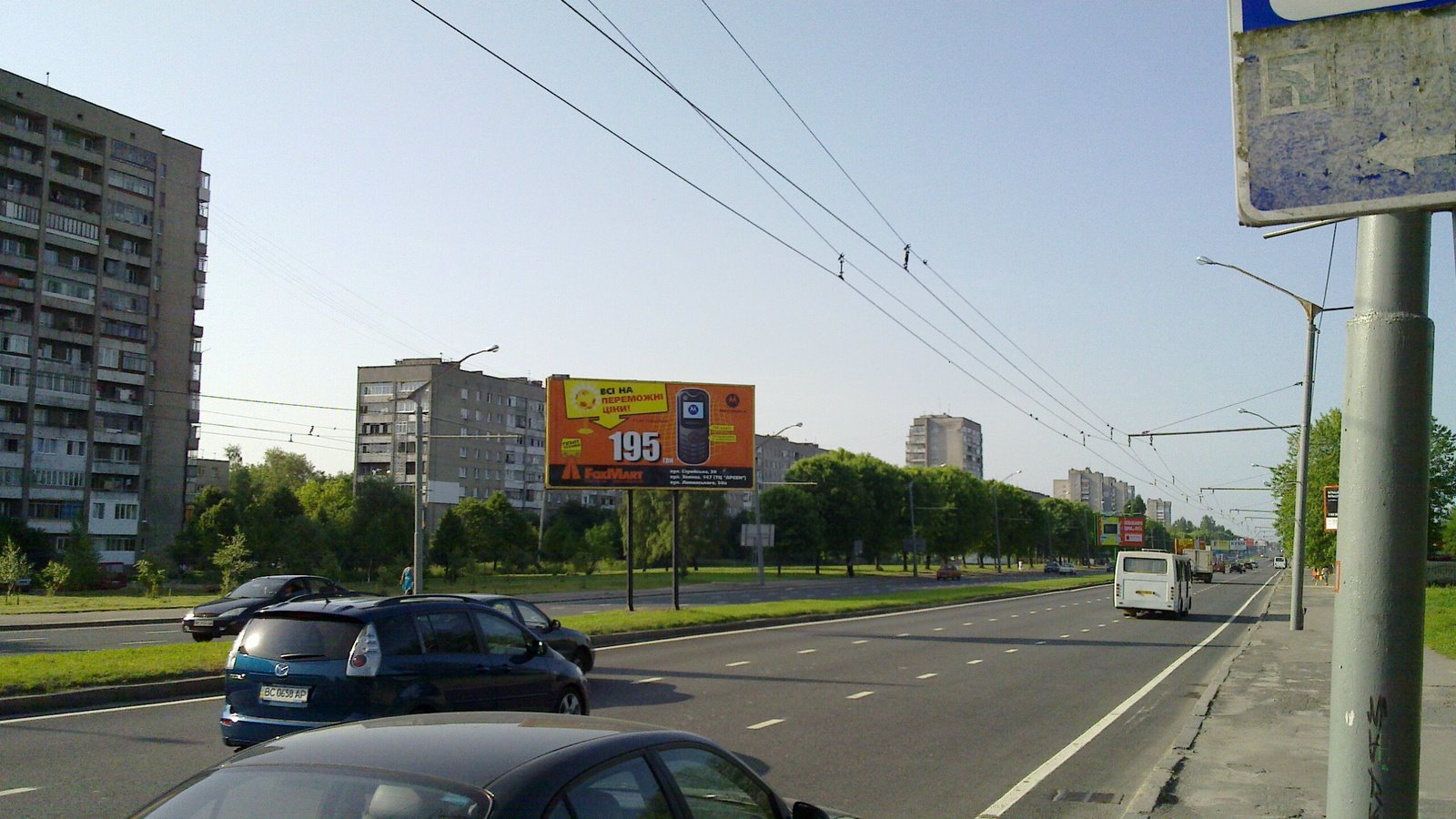

Стры́йская у́лица (укр. Стрийська) — улица во Львове (Украина), одна из важнейших транспортных магистралей города. Начинается от перекрёстка улиц Руставели и Зарицких и заканчивается при выезде из города на окружную автодорогу. Пересекает такие крупные улицы как Научная и Владимира Великого. В застройке улице встречаются классицизм, модерн, польский и советский конструктивизм.

## Примечательные здания и сооружения
- При пересечении Стрыйской с улицей Героев Майдана находится Монумент Славы вооружённых сил СССР.
- № 28. Элитный советский жилой девятиэтажный дом, построен в 1971.
- № 35 Здание налоговой администрации Львовской области, одно из наиболее высотных в городе. На этом месте до 1939 года был стадион польской футбольной команды «Чёрные», в послевоенное время — стадион «Динамо», где в 1963 году состоялся первый официальный матч команды «Карпаты». Строительство нынешнего здания началось в 1986 году для областного комитета КПСС, рядом с которым должен был развиться новый административный и культурный центр Львова. Строительство здания было заморожено в конце 1980-х и закончено в 1996 году.
- № 46 Здание, в котором в 1938—1941 годы жил галицский писатель-коммунист Ярослав Галан, в честь которого установлена мемориальная табличка.
- № 48-а бывший Музей истории войск Прикарпатского военного округа (здание построено в 1974 году), в 1990-е закрыт.
- № 52. В 1950-х здесь размещалась детская трудовая колония № 2.
- № 80. При Польше здесь были квартиры военных, при СССР — филиал библиотеки Радянского района.

- № 109 Львовский автовокзал.

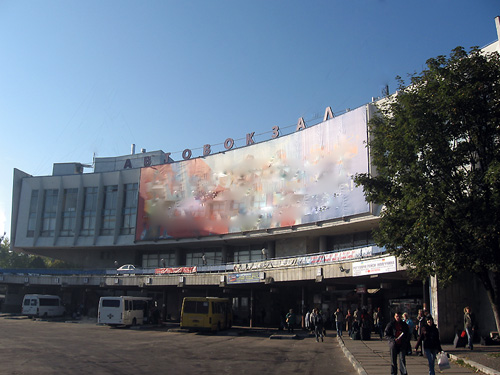
Львовский автовокзал

- № 148 и 148- а. Четырёхэтажные жилые дома, построенные для военных в 1953—1954 годы.

## Заводы
- № 43 Львовский завод строительных изделий, в польский период — фабрика по производству бетона.
- № 45 Львовский автомобильный завод (с 1946 и до 2005 Львовский автобусный завод). Цеха завода построены на месте бывшего ипподрома, на его территории оказались также сооруженный в 1930-х костёл и монастырь кармелитов босых.
- № 48 Завод «Львовприбор».
- № 71 Львовский бронетанковый ремонтный завод.
- № 108 Камнеобрабатывающий завод (в советское время — Кирпичный завод № 7).

## Парки
В нижней части Стрыйская улица отделяет Парк культуры и отдыха от Стрыйского парка. На пересечении Стрыйской с Научной улицей в 1960-е был заложен парк имени 50-летия СССР (ныне парк Боднаровка).